# Volleybal
Volleybal is een balsport waarbij het speelveld is verdeeld in twee gelijke helften gescheiden door een net. Het net is tussen twee palen gespannen en bevindt zich op een bepaalde hoogte boven de grond. Deze hoogte is 2,43 m voor heren en 2,24 m voor dames. Bij de jeugd is de nethoogte afhankelijk van de leeftijd van de spelers. De beide teams, die elk uit vier of zes spelers bestaan, bevinden zich ieder op hun eigen helft en proberen door het slaan of tikken tegen de bal deze op het tegenoverliggende deel van het speelveld binnen de lijnen de grond te doen raken. Een geslaagde poging, of een fout van de tegenstander, levert een punt op. Wie het eerst 25 punten heeft behaald wint de set. Wie het eerst drie sets heeft gewonnen, wint de wedstrijd. Bij een gelijke stand, 2–2 in sets, wordt een beslissende set tot 15 punten gespeeld, bij deze beslissende set wordt er van kant gewisseld bij de eerste die acht punten heeft.
Op de zijkanten van het net, precies boven de zijlijn, zijn twee verticale stokken, de zogenoemde "antennes", geplaatst. Een bal die naar de speelhelft van de tegenstander wordt gespeeld moet tussen deze antennes of het verlengde ervan doorgaan.
In de oorspronkelijke vorm, het gewone zaalvolleybal, bestaat ieder team uit zes personen en meet het veld 9 bij 18 meter.
In de loop der tijd is er een aantal variaties ontstaan waaronder zitvolleybal, minivolleybal,  strandvolleybal en 'Old Stars volleybal'.

## Spelregels

Speelveld

De afmetingen van het speelveld zijn 9 bij 9 meter.
Belangrijkste regels:
1. Een speler mag de bal niet twee keer na elkaar aanraken, behalve als de eerste aanraking een blokkering is.
2. Elk team mag maximaal drie keer balcontact achter elkaar hebben, waarbij de blokkering niet als een balcontact telt.
3. De bal mag de antennes of andere voorwerpen buiten het veld niet raken.
4. Het is fout als een speler onder het net dringt in de ruimte van de tegenstander en de speler de tegenstander hindert. Het is ook fout als de voet(en) van een speler over de middenlijn komen, dus de speelhelft van de tegenstander raken.
5. Een team scoort een punt door de bal het veld van de tegenstander te doen raken (binnen de lijnen of op de lijn) of doordat een tegenstander een fout maakt.
6. Zodra een team een punt scoort krijgt dat team het recht van opslaan (ook wel serveren genoemd).
7. Voor het begin van een nieuwe rally (het spel vanaf de opslag totdat er een punt is gescoord) mag een speler worden gewisseld. Ieder team heeft per set recht op maximaal zes wissels. Een speler die is uitgewisseld mag uitsluitend voor dezelfde wisselspeler weer worden ingewisseld. Samen zijn dit dus twee wissels van de maximaal toegestane zes. Een speler die is ingewisseld en weer uitgewisseld, mag daarna wel weer voor een andere speler worden ingewisseld (zolang het aantal wissels niet boven de zes komt).
8. Ieder team heeft in elke set recht op twee time-outs.
9. Achterspelers mogen de bal niet over het net spelen als ze afzetten binnen de 3-meterzone en de bal zich op het moment van spelen boven de netrand bevindt.
10. Er mag geen aanvalsactie worden uitgevoerd als de libero een bovenhandse pass geeft in de 3-meterzone.
11. Een speler mag niet direct blokkeren wanneer iemand serveert.

## Puntentelling
Binnen de Belgische en Nederlandse competitie wordt het 'rallypointsysteem' toegepast. Dit systeem is in het jaar 2000 ingevoerd om het spel aantrekkelijker te laten verlopen. Het komt erop neer dat iedere rally resulteert in een punt voor een van beide teams. De set eindigt als een team 25 punten heeft behaald en minstens twee punten meer heeft dan de tegenstander, dus als de stand 25–24 is wordt er tot 2 punten verschil doorgespeeld. Een eventuele vijfde set gaat tot 15 punten met twee punten verschil.
Voorheen werd er gewerkt met een ander systeem, het side-outsysteem. Hierbij kon alleen het serverende team een punt scoren. Als het niet-serverende team de rally won, kreeg het wel de opslag, maar geen punt. Een set eindigde bij 15 punten met twee punten verschil. Doordat het in dit systeem mogelijk was dat er lange tijd niet gescoord werd (als de opslag beurtelings naar het ene en naar het andere team ging) konden sets soms erg lang duren. Dit was een van de redenen waarom het rallypointsysteem werd ingevoerd.
Vanaf begin jaren 90 is het oude systeem langzaam overgegaan naar het nieuwe systeem, te beginnen met alleen de vijfde set op internationaal niveau tot uiteindelijk alle sets tot op het laagste nationale niveau.
Bij beide systemen is het zo dat het team dat het voorgaande punt gewonnen heeft, de volgende opslag krijgt (behalve bij het begin van een set).

## Het spel
Wanneer een team de bal op de speelhelft van de tegenstander krijgt, of de bal door de tegenstander buiten de lijnen wordt geslagen, of er een fout wordt gemaakt die wordt bestraft door de scheidsrechter, krijgt dat team de opslagbeurt. Die duurt totdat de tegenstander scoort.
De bal wordt in het spel gebracht door de serveerder door middel van een opslag of service van achter de achterlijn: de bovenhands geslagen opslag of de sprongservice. Op recreatieniveau en bij de jeugd wordt ook wel de onderhandse opslag gebruikt. De opgeslagen bal moet over het net in het veld van de tegenstander belanden. Wanneer de bal het net raakt en eroverheen gaat, gaat het spel gewoon door. Een van de veldspelers van de ontvangende partij vangt de geserveerde bal met naast elkaar gestrekte onderarmen op. In het hedendaagse volleybal mogen deze ook ' bovenhands ' gespeeld worden. Gewoonlijk wordt de bal doorgespeeld naar een spelverdeler. Komt de bal op de grond, wordt hij buiten de lijnen geslagen of fout geretourneerd, dan gaat de opslagbeurt naar de tegenstander, ongeacht de wijze van puntentelling.
De spelverdeler, een speler met een goede techniek en spelinzicht, staat in de rally meestal iets rechts van het midden voor het net, of zorgt dat hij of zij daar komt te staan wanneer de bal van de tegenstander ontvangen is. De spelverdeler speelt de bal meestal door naar een van de aanvallers, hetgeen set-up (opzet) genoemd wordt. De spelverdeler kan de set-up geven aan de buitenaanvaller (meestal de receptie/hoek), die aan de linkerkant aan het net staat, de middenaanvaller (ook wel hoofdblokkeerder genoemd), die in het midden aan het net staat of aan de opposite speler (= opposite), die rechts aan het net staat. In dat laatste geval wordt de set-up meestal achterover gegeven. Tevens kan de spelverdeler de set-up geven aan een van de achterspelers, deze kunnen een zogenaamde "drie meter aanval" uitvoeren. Dit houdt in dat ze net als de voorspelers alle ballen mogen slaan zolang de afzet van de sprong maar achter de driemeterlijn gebeurt; de speler mag na het slaan van de bal wel voor de driemeterlijn landen. Binnen deze driemeterzone mogen de achterspelers de bal alleen over het net spelen, als zij hem onder de netrand raken. Een uitzondering voor de achterspelers is de libero, die nooit een aanvallende actie mag uitvoeren waarbij de bal op het moment van de aanraking zich boven de bovenste netrand bevindt. Hij mag de bal wel bijvoorbeeld onderhands over het net spelen of een onderhandse setup geven.
De aanvaller die de bal krijgt toegespeeld tikt of slaat de bal over het net naar de grond. Meestal wordt de smash toegepast, een harde klap met de vlakke hand, waarbij het balcontact zo kort mogelijk moet zijn. Soms gebruikt de aanvaller een zogenoemde tip, bijvoorbeeld als de opzet niet goed is voor een smash, of om de tegenstander te verrassen. Hierbij wordt de bal met de vingertoppen in een bovenhandse beweging gericht gespeeld, zonder echter geslagen te worden. Wel dient ook bij deze techniek het balcontact kort te zijn.
De verdediging moet de bal van de grond zien te houden en doet dat gewoonlijk door een blok te vormen: een, twee of drie spelers springen tegelijk en naast elkaar met gestrekte armen en handen op, om de tegenstander te beletten de bal over het net heen te slaan/tikken. De kunst is om op het juiste moment en precies tegelijkertijd te springen, en natuurlijk op de plek waar de bal geslagen wordt.
Blokkeren kan aanvallend zijn, waarbij de bal direct teruggaat naar het veld van de tegenpartij (killblock), of verdedigend, waarbij de bal zo veel mogelijk wordt vertraagd zodat deze door een teamgenoot makkelijker kan worden gespeeld.
Als een bal het blok passeert dient deze door de verdedigers in het achterveld te worden verdedigd. Dit levert vaak spectaculaire acties op met schuifduiken en zijwaartse rollen. De enige jaren geleden geïntroduceerde libero is een specialist in dit soort verdedigende acties.
Gewoonlijk zitten trainer/coach, reservespelers en andere teamleden tegenover de hoofdscheidsrechter. Als de trainer/coach dat nodig vindt mag hij/zij tussen twee rally's een time-out aanvragen. De trainer maakt met zijn handen een T-teken, de scheidsrechter blaast af en er kan met de spelers worden overlegd. Een time-out kan simpelweg een tactische manoeuvre zijn om de vaart uit het spel van de tegenstander te halen, en/of nodig zijn om aanwijzingen aan de eigen spelers te geven. Een time-out duurt 30 seconden en mag per set en per team tweemaal worden aangevraagd.

## Punten scoren
In volleybal kan op vele manieren punten worden gescoord. Naast de voor de hand liggende wijze van de bal in of uit slaan, moet ook de techniek van de spelers en de tactiek van de aanval volgens de regels gaan. Opvallend is dat je formeel als team geen punten kan maken, maar alleen dankzij een "fout" van de tegenstander. De meest voorkomende "fouten" waarmee een team punten kan maken staan hieronder:
- In: de bal komt op de grond in de speelhelft van de tegenstander.
- Uit: de bal komt na een aanval door de tegenstander op de grond buiten het speelveld; hieronder vallen ook de bal tegen de muur, het plafond of andere objecten spelen, of de bal tegen, naast of over de antennes spelen.
- Touché: de bal is na een eigen aanval weliswaar uit, maar als laatste nog aangeraakt door een van de tegenstanders.
- Voetfouten: Met een voet over de middellijn staan. Bij een aanval mag de middenlijn niet overschreden worden; bij een aanval van een achterspeler boven de netrand niet de driemeterlijn betreden worden; bij een service mag door de serveerder niet de achterlijn of (de verlengden van) de zijlijnen betreden worden; de overige spelers moeten op dat moment met beide voeten volledig binnen het speelveld staan.
- Netfout: een tegenstander raakt (op een hinderlijke of opzettelijke wijze) het net aan de boven- of onderzijde aan.
- Dubbel: de speler mag de bal niet twee keer achter elkaar aanraken. Hij mag hem wel twee keer aanraken, mits tussen de 1ste en de 2de aanraking een andere speler de bal heeft aangeraakt.
- Viermaal spelen: de bal mag maar maximaal drie keer aangeraakt worden, dus viermaal spelen levert een punt voor de tegenpartij op.
- Gedragen bal (dragen,tillen,liften,kleven): een speler raakt de bal een te lange tijd.
- Opstellingsfout: op het moment van de service staat het team niet in de juiste volgorde in het veld.
- Servicefout: de service wordt niet in het veld van de tegenpartij gespeeld of de bal raakt eerst een object anders dan de netrand en komt dan in het veld van de tegenstander, of degene die opslaat wacht langer dan 8 seconden na het fluitsignaal van de scheidsrechter.
- Gestolen bal: de bal wordt op jouw speelhelft gespeeld (meestal getipt) door een speler uit het andere team voor of tijdens de set-up terwijl de bal nog net niet over het net is geweest

## Ontstaan van het volleybal

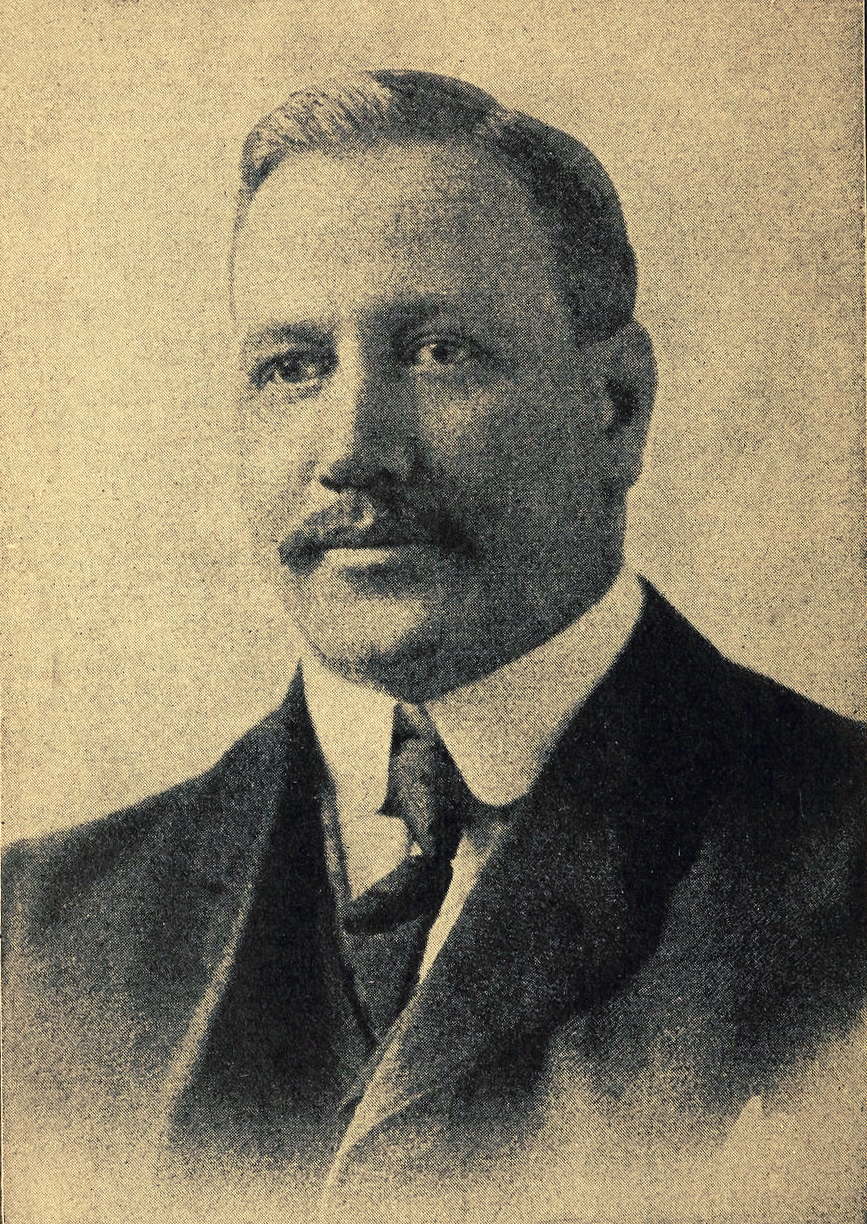
William G. Morgan

Uit tekeningen blijkt dat al in de 16e eeuw aan het Engelse hof van koningin Elizabeth een spel werd gespeeld dat veel op volleybal leek. Maar officieel geldt de Amerikaan William G. Morgan als de bedenker van het volleybal. Hij was sportleider bij de Young Men Christian Association (YMCA) in Massachusetts waar hij onder meer les gaf aan een groep al wat oudere zakenlieden. Het toen al bekende basketbal vond hij iets te hard voor deze groep en hij bedacht in 1895 een ander spel, mintonette.
Morgan verzamelde spelregels uit de bestaande sporten als tennis, basketbal en honkbal. Deze regels bij elkaar vormden het spel, dat kort na zijn ontstaan werd omgedoopt tot volleybal. De bal moest zonder de grond te raken over het net worden gespeeld. Dit heet een volley. Een netservice mocht één keer overgedaan worden en je mocht in het spel dribbelen tot één meter voor het net. Dribbelen hield in dat je de bal voor jezelf omhoog speelt. Een wedstrijd bestond uit innings. Zo'n inning was voorbij als alle spelers van beide teams een serveerbeurt hadden gehad. Bovendien was het mogelijk één tegen één te spelen, maar ook tien tegen tien. En om de vingers van de dames te beschermen konden zij de bal eerst vangen en dan opgooien.
De YMCA zag wel wat in dit spel en ging het verder ontwikkelen met de nodige wijzigingen:
- 1900 afschaffen van het dribbelen
- 1912 invoeren van het doordraaien
- 1917 regeling dat een set tot 15 punten gaat
- 1918 regeling dat zes spelers per team in het veld staan

## Volleybaltermen
- Ace
- Blok
- Floater
- Duik
- Pipe
- Set up
- Side-out
- Smash
- Sprongservice
- Staffel
- Steek
- Stijg

## Verschillende spelers
- De basis van een volleybalteam bestaat uit de volgende type spelers:
  - 2 receptie-hoek (buitenaanvaller/hoekaanvaller/ passer-loper)
  - 2 middenaanvallers (middenblokkers)
  - 1 opposite (diagonaal)
  - 1 spelverdeler (het wil voorkomen dat een team met twee spelverdelers speelt, deze neemt dan de plaats van de diagonaal in)
  - 1 libero (niet elk team heeft een libero)
- Meest voorkomende beginopstelling:

| opposite (4)      | middenaanvaller (3)           | receptie-hoek (2) |
| receptie-hoek (5) | middenaanvaller of libero (6) | spelverdeler (1)  |

Receptie-hoekspelers
De receptie-hoekspelers zijn de spelers die samen met de libero voor de receptie en verdediging zorgen en aanvallen aan de buitenkant positie 2 (rechts voor) en 4 (links voor). Wanneer de hoekaanvaller achteraan het veld opgesteld staat, dan valt deze aan op positie 6.Bekende Nederlandse buitenaanvallers zijn Ron Zwerver, Reinder Nummerdor, Guido Görtzen en Elles Leferink. Bekende Belgische receptie-hoekspelers zijn Britt Herbots, Sam Deroo, Gertjan Claes en Wout Wijsmans, die intussen een genaturaliseerde Italiaan is.
Middenaanvaller
De taken van de middenaanvaller zijn louter aanvallend: middenaanval, blok en service. De middenaanvaller wordt achter in het veld vaak vervangen door de libero. Bekende Nederlandse middenaanvallers zijn Bas van de Goor, Wytze Kooistra, Ronald Zoodsma en Francien Huurman. Bekende Belgische middenaanvallers zijn Pieter Verhees, Simon Van de Voorde en Matias Raymaekers bij de mannen en Freya Aelbrecht bij de dames.
Opposite
De opposite valt meestal aan op de rechterkant van het net (positie 2). De opposite staat in diagonaal met de spelverdeler. De opposite helpt achter in het veld vaak niet bij de verwerking van de service van de tegenstander, zodat hij of zij vanuit het achterveld kan aanvallen op positie 1. Bekende Nederlandse opposites zijn Olof van der Meulen, Richard Schuil en Manon Flier. Bekende Belgische opposites zijn Matthijs Verhanneman en Hendrik Tuerlinckx.
Spelverdeler
De spelverdeler (passeur) speelt in principe elke tweede bal en zorgt ervoor dat de aanvallers de mogelijkheid krijgen om te scoren en staat in diagonaal met de opposite. Een goede spelverdeler weet de blokkering van de tegenstander weg te spelen en zijn of haar aanvallers op de juiste manier te bedienen. Bekende Nederlandse spelverdelers uit het verleden zijn Peter Blangé en Avital Selinger en bij de dames Fransje Murphy-Arts Heleen Crielaard, Riëtte Fledderus en Kim Staelens. Bekende Belgische passeurs zijn Frank Depestele en Stijn D'Hulst bij de mannen en Frauke Dirickx, Ilka Van de Vyver en Jutta Van de Vyver bij de dames.
Libero

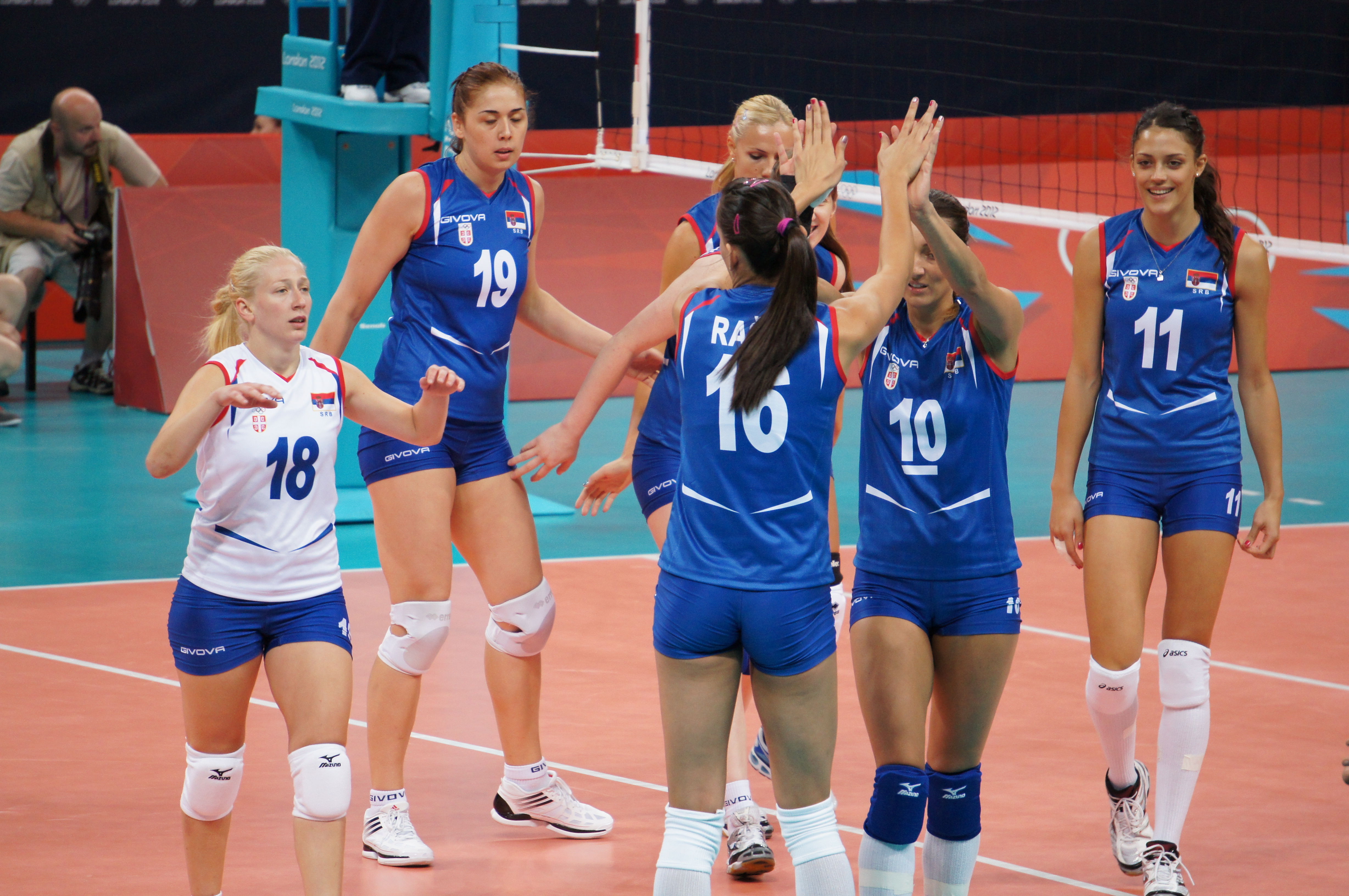
De libero heeft een andere kleur shirt

De libero is pas in 1998 geïntroduceerd in het internationale volleybal en mag enkel in het achterveld vrij ingewisseld worden voor iedere andere speler, maar wordt meestal ingewisseld voor de middenaanvallers. De libero is gespecialiseerd in receptie en verdediging, soms hebben ploegen twee libero's waarbij één meer gespecialiseerd is in receptie en de andere in verdediging. Als de libero een bovenhandse set-up geeft in het driemetergebied zijn er beperkingen voor de aanval. Bekende Nederlandse libero's zijn Marko Klok, Joost van der Hoek, Richard Rademaker, Dirk Sparidans en Just Dronkers. Bekende Belgische libero's zijn Bert Derkoningen en Stijn Dejonckheere bij de mannen en Valérie Courtois bij de vrouwen.

## Wedstrijden en competities
In België en Nederland wordt volleybal beoefend van recreatie- tot profniveau. Tienduizenden amateurs in Nederland en België spelen wekelijks gewestelijke en landelijke competitiewedstrijden. Ook worden regelmatig volleybaltoernooien georganiseerd op verschillende niveaus.

### België
Het hoogste niveau in België is de Liga, zowel bij de vrouwen als bij de heren is dat Liga A. Het op één na hoogste niveau is Nationale 1, daarna komt Nationale 2 (vroeger 1ste divisie). Het laagste landelijke niveau is Nationale 3 (vroeger 2de divisie). Nationale 2 en 3 zijn zowel bij de mannen als de vrouwen nog opgedeeld in verschillende groepen A, B tot maximaal C. Op het einde van het seizoen spelen de eerste in deze groepen nog tegen elkaar om te bepalen wie er promoveert.
De Belgische mannencompetitie draait mee in de subtop van Europa; België staat al enkele jaren 5e of 6e op de Europese ranglijsten.
De nationale ploegen doen het de laatste jaren ook niet slecht. De mannenploeg (Red Dragons) werd 4e op het EK in 2017 en de vrouwenploeg (Yellow Tigers) 7e in eigen land.
De juniorendames (B-team) werden in 2009 zelfs Europees kampioen en 3de op de Wereldkampioenschappen. De mannenploeg staat op plaats 20 en de vrouwenploeg op plaats 11 in 2021. 

### Nederland
Het hoogste niveau in Nederland is de Eredivisie en daaronder volgen, op nationaal niveau, de Superdivisie, 2 Topdivisies,  3 Eerste divisies en 6 Tweede divisies. 
Op regionaal niveau, per district georganiseerd, komen hieronder de Derde divisie (voormalig regiodivisie), de promotieklasse en daarna volgen de klassen 1 t/m 3–6 (afhankelijk van de regio).

Promotie- en degradatie gaat in deze volgorde.
De nationale teams hebben in de jaren 1980 de professionalisering ingezet. Het Nederlands volleybalteam (mannen), ook wel TeamNL Lange Mannen genoemd, draaide in de jaren 1990 mee in de wereldtop. De Nederlandse vrouwen behoorden eveneens tot de beste tien landen van de wereld. In 1995 wonnen ze het Europees kampioenschap in eigen land door in de Rijnhal in Arnhem Kroatië met 3-0 te verslaan.
Het begon met het Bankrasmodel, waarbij een aantal van de beste spelers van de landelijke competitie onder leiding van trainer Arie Selinger in een paar jaar tijd via dagelijkse trainingen in de Amstelveense sporthal Bankras werden klaargestoomd voor het grote werk. Dat resulteerde in een zilveren medaille op de Olympische Spelen van 1992. Na die Spelen nam Joop Alberda de leiding over en in 1996 won het oranjeteam goud op de Olympische Spelen van Atlanta in een zinderende finale tegen aartsrivaal Italië. Na dat hoogtepunt haakten de trainer en een aantal van de beste en meest ervaren spelers af, waarna een wat minder succesvolle periode onder leiding van Toon Gerbrands volgde. Daarna probeerde een verjongd team onder trainer Bert Goedkoop te beginnen aan een nieuwe opmars, die bij de Spelen van 2004 tot goede resultaten had moeten leiden. In 2006 werd Peter Blangé de nieuwe coach van de Oranje mannen opgevolgd door Edwin Benne in maart 2011. Guido Vermeulen stapte over van het nationale damesteam naar de mannen en werd bondscoach in november 2014 . Roberto Piazza is de opvolger van Guido Vermeulen en in mei 2019 begon hij als bondscoach van het mannenteam  .

### Lagere reeksen
In het Belgische volleybal hebben de lagere reeksen dezelfde spelregels. Enkel de jongste jeugdreeksen hebben licht afwijkende regels.

## Internationaal

### Clubteams
De hoogste Europese volleybalcompetitie voor clubs is de Champions League.

### Landenteams
Voor de landenteams zijn de volgende toernooien de belangrijkste:
- Olympische Spelen
- Wereldkampioenschap (mannen en vrouwen)
- Europees kampioenschap (mannen en vrouwen)
- World League
- World Grand Prix
- European League

## Toernooien
Toernooien worden op verschillende niveaus gehouden, van internationaal tot recreatief.
Hierbij worden de internationale toernooien en toernooien om de nationale titel vooral vanuit de volleybalbonden van de betreffende landen georganiseerd. De overige toernooien worden veelal door volleybalverenigingen georganiseerd of in sommige gevallen door particulieren en bedrijven. De volleybalbonden organiseren hun toernooien vooral ten behoeve van het promoten van de volleybalsport. De volleybalverenigingen organiseren toernooien vaak ook om het promoten van de volleybalsport, maar net zo belangrijk zijn 'iets extra's organiseren voor hun leden' en natuurlijk het 'aanvullen van de clubkas'. Afhankelijk van de omvang van het toernooi, komt er evenredig veel aan extra werkzaamheden bij. Dit heeft ervoor gezorgd dat bij grote volleybaltoernooien waar honderden teams aan meedoen, vele verenigingsleden en andere betrokkenen vrijwillig aan 'hun toernooi' meehelpen.